# Edgar Ochieng
Edgar Ochieng (2 novembre 1977) è un ex calciatore keniota, di ruolo difensore, già membro della nazionale di calcio del Kenya.